# Dead Rising
Dead Rising este un joc video horror de supraviețuire. A fost un succes, primind recenzii pozitive de la critici și având încasări mari.